# Monte Speed
Il Monte Speed è una montagna dell'Antartide, di forma approssimativamente circolare e con un profilo a cupola, caratterizzata da molte piccole sommità, che si trova sul bordo della barriera di Ross, a ovest della fronte del ghiacciaio Shackleton.

## Storia
Fu scoperto dalla United States Antarctic Service Expedition (USAS) (1939–41); le rilevazioni furono effettuate da A.P. Crary, capo della U.S. Ross Ice Shelf Traverse (1957–58).  
Il monte fu da Crary intitolato in onore del luogotenente Harvey G. Speed, della squadriglia VX-6 della U.S. Navy, che passò l'inverno del 1957 nella base antartica Little America V.